# Paul Gerhardt Möller
Paul Gerhardt Möller (* 4. Juni 1903 in Basel; † 27. Januar 1998 in Burgwedel) war ein deutscher evangelischer Geistlicher, Missionar und theologischer Autor.

## Leben
Möller wurde am 5. Oktober 1927 im mecklenburgischen Conow ordiniert und dort als Pastor eingeführt. 1932 wurde er Pastor in Wettmar. 1936 kam er als Pastor zur Berliner Stadtmission. 1946 wurde er Pastor in Bad Liebenzell, 1950 beim Deutschen Evangelischen Missionsrat, 1951 bei der Volksmission Bayern, 1954 Loxstedt, wo er 1955 auch zum Superintendenten ernannt wurde. 1959 wurde er Landesbeauftragter des Männerwerks im Amt für Gemeindedienst der Evangelisch-lutherischen Landeskirche Hannovers. 1965 wechselte er als Direktor zur Zürcher Stadtmission. Am 1. Juli 1971 trat er in den Ruhestand.

## Pastor in der Berliner Stadtmission
Die Leitung der Stadtmissionsgemeinde Neukölln in Berlin übernahm Möller am 26. Oktober 1936,  was einherging mit der Einweihung  eines neuen Kirchsaals, der durch Umbau der ehemaligen Turnhalle  des Hauses  der „Freien Jugend/CVJM Süd“ errichtet werden konnte. Zugleich wurde Möller Inspektor der Berliner Stadtmission.  Er gehörte zur Bekennenden Kirche wie sein Vorgesetzter, der Stadtmissionsdirektor Walter Thieme. Anfang der 1940er Jahre legte er als Pastor der Berliner  Stadtmissionsgemeinde  seine schützende Hand über eine jüdische Familie und versteckte  sie auf dem Dachboden.
In einer Festschrift zum 100-jährigen Bestehen der Stadtmissionsgemeinde Neukölln im Jahre 2006  wurde Möller besonders  wegen  seines öffentlichen Eintretens und seiner Hilfe für jüdische Mitmenschen „zu Beginn der Naziherrschaft“ gewürdigt.

## Werke
- Als er mich holte. Begegnungen mit Christen aus dem Fernen Osten (Berlin 1952)
- Warum sie Christen wurden. Begegnungen in Ostasien (Bad Salzuflen 1962)
- Christen im fernen Osten. Wagnis und Chance (Stuttgart 1967)
- Wie wir wieder anfingen, in: „Gott liebt diese Stadt. 100 Jahre Berliner Stadtmission; 1877 - 1977“ / [Red.: Siegfried Dehmel], Verleger Berliner Stadtmission, Berlin 1977, S. 105–107
- In dir ist Freude (Hermannsburg 1980)